# 다라정
다라정(일본어: 太良町)은 일본 사가현 남단에 있는 후지쓰군의 정이다.

## 지리
사가현 남단에 위치하고 서쪽·남쪽은 나가사키현과 접하며 동쪽은 아리아케해와 접한다.

### 기후
기후는 다라다케 산계의 영향으로 강수량이 많고, 고도가 높지만 온난한 기후이다.

### 인접한 자치체
- 사가현
  - 가시마시

- 나가사키현
  - 이사하야시
  - 오무라시

## 역사
- 1889년 4월 1일 - 정촌제 시행으로 현재의 정역에 후지쓰군 다라촌·오우라촌·나나우라촌이 성립하였다.
- 1955년 2월 11일 - 다라촌과 오우라촌이 대등 합병해 다라정이 성립하였다.
- 1955년 3월 1일 - 나나우라촌의 일부를 다라정에 편입하였다.

## 경제
농업은 귤 생산이나 축산업이 번창하고 있다. 넓은 삼림에서 임업도 활발하다. 또 아리아케해와 접하기 때문에 수산업이 특히 번성하고 김 양식이 주산업이다.

## 교통

### 철도
- 규슈 여객철도 나가사키 본선

### 도로
- 국도 207호선